# Downeshelea
Downeshelea is een geslacht van stekende muggen uit de familie van de knutten (Ceratopogonidae).

## Soorten
- D. stonei (Wirth, 1953)